# Трояни, Кайетано
Кайетано Трояни (исп. Cayetano Troiani; 20 октября 1873, Кастильоне-Мессер-Марино — 3 сентября 1942, Буэнос-Айрес) — аргентинский композитор итальянского происхождения.
Окончил консерваторию Сан-Пьетро-а-Майелла в Неаполе, ученик Камилло Де Нардиса, Паоло Серрао и Франческо Симонетти. С 1898 года жил и работал в Буэнос-Айресе. Преподавал в Национальной консерватории.
Автор балета «Детские сцены» (исп. Escenas infantiles; 1920), которым (в постановке Георгия Кякшта) 24 октября 1925 года открыла свою историю постоянная балетная труппа буэнос-айресского Театра «Колон», хоровых и оркестровых сочинений, многочисленных фортепианных пьес. Примыкал к «националистическому» крылу аргентинской музыки, интересовавшемуся музыкальным фольклором и использовавшему в своём творчестве народные мотивы — особенно чакареру; особый интерес в этом отношении представляет фортепианный цикл «Мотивы гор и равнин» (исп. Motivos de la Sierra y la Llanura). На протяжении многих лет переписывался с Мануэлем де Фальей.
Учитель Атоса Пальмы.
Имя музыканта носит улица (исп. Calle Cayetano Troiani) в Буэнос-Айресе.